# Vlad Gheorghe
Vlad Gheorghe (ur. 22 lutego 1985 w Bukareszcie) – rumuński polityk i prawnik, poseł do Parlamentu Europejskiego IX kadencji.

## Życiorys
Z wykształcenia i zawodu prawnik. Pracował w organizacjach pozarządowych i prywatnych przedsiębiorstwach, zajmował się funduszami europejskimi i zamówieniami publicznymi. Zaangażował się w działalność polityczną w ramach Związku Zbawienia Rumunii, został doradcą tego ugrupowania w Izbie Deputowanych. Zyskał pewien rozgłos, gdy 10 sierpnia 2018 podczas antyrządowych protestów mimo uniesionych do góry rąk został pobity przez żandarmów.
W wyborach w 2019 z rekomendacji USR kandydował do Europarlamentu. Mandat posła do PE IX kadencji objął w listopadzie 2020, zastępując Clotilde Armand. W 2024 zrezygnował z członkostwa w Związku Zbawienia Rumunii.